# میمون پشمالوی خاکستری
میمون پشمالوی خاکستری (نام علمی: Lagothrix cana) نام یک گونه از سرده میمون پشمالو است.